# Budziatycze
Budziatycze (ukr. Будятичі) – wieś na Ukrainie w rejonie włodzimierskim należącym do obwodu wołyńskiego.
W IX w. w Budziatyczach urodził się Włodzimierz I Wielki – wielki książę kijowski (Gardarki) od ok. 980 z dynastii Rurykowiczów, święty Kościoła prawosławnego i katolickiego.
Do 2020 w rejonie iwanickim.